# Montech
Montech là một xã trong vùng Occitanie, thuộc tỉnh Tarn-et-Garonne, quận Montauban, tổng Montech. Tọa độ địa lý của xã là 43° 57' vĩ độ bắc, 01° 13' kinh độ đông. Montech nằm trên độ cao trung bình là 112 mét trên mực nước biển, có điểm thấp nhất là 82 mét và điểm cao nhất là 133 mét. Xã có diện tích 50,14 km², dân số vào thời điểm 1999 là 3491 người; mật độ dân số là 70 người/km².

## Thông tin nhân khẩu
| 1962  | 1968  | 1975  | 1982  | 1990  | 1999  |
| ----- | ----- | ----- | ----- | ----- | ----- |
| 2.467 | 2.538 | 2.596 | 2.775 | 3.091 | 3.491 |

## Di tích

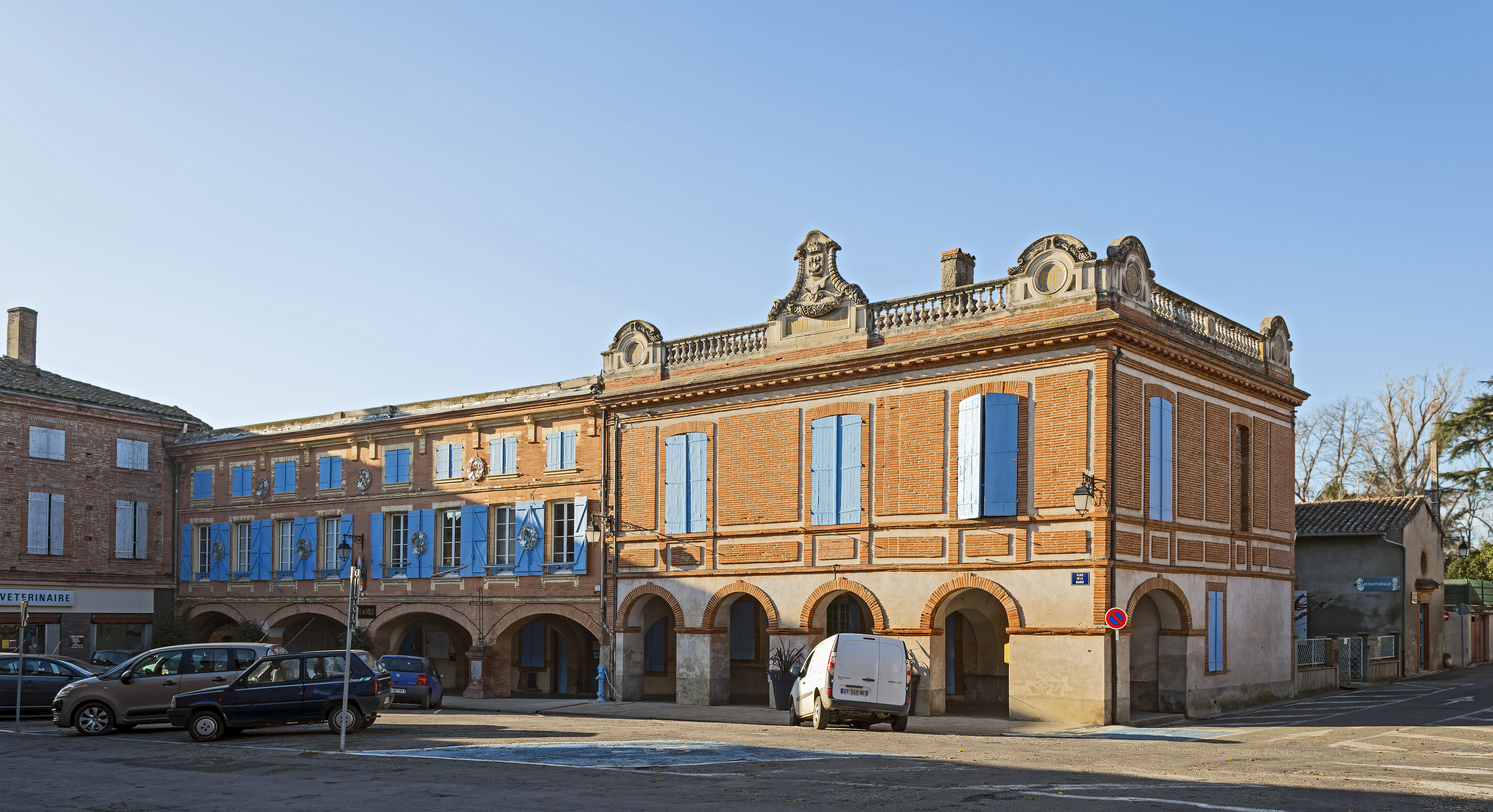
Toà thị chính
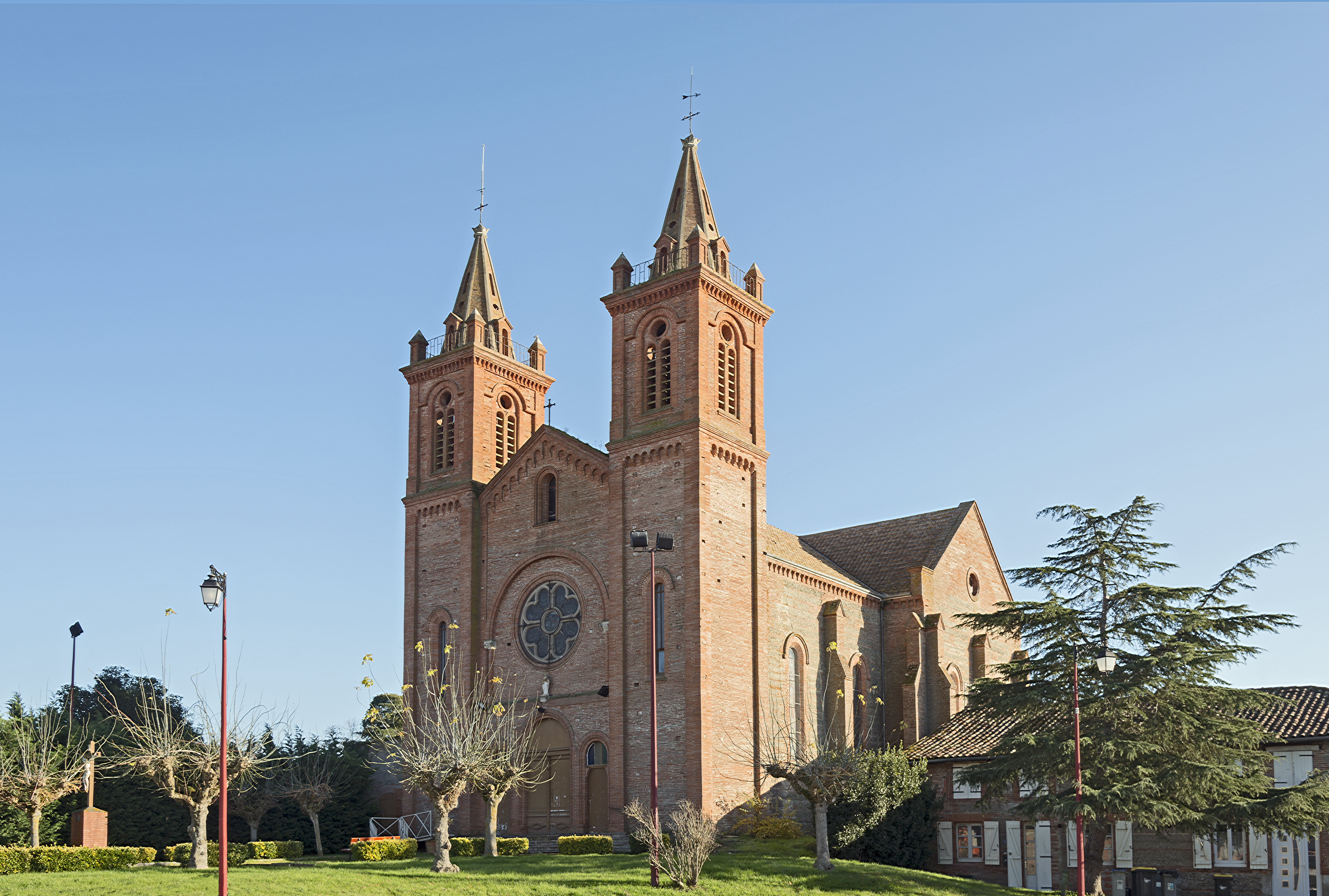
Các nhà thờ Our Lady of Feuillade '
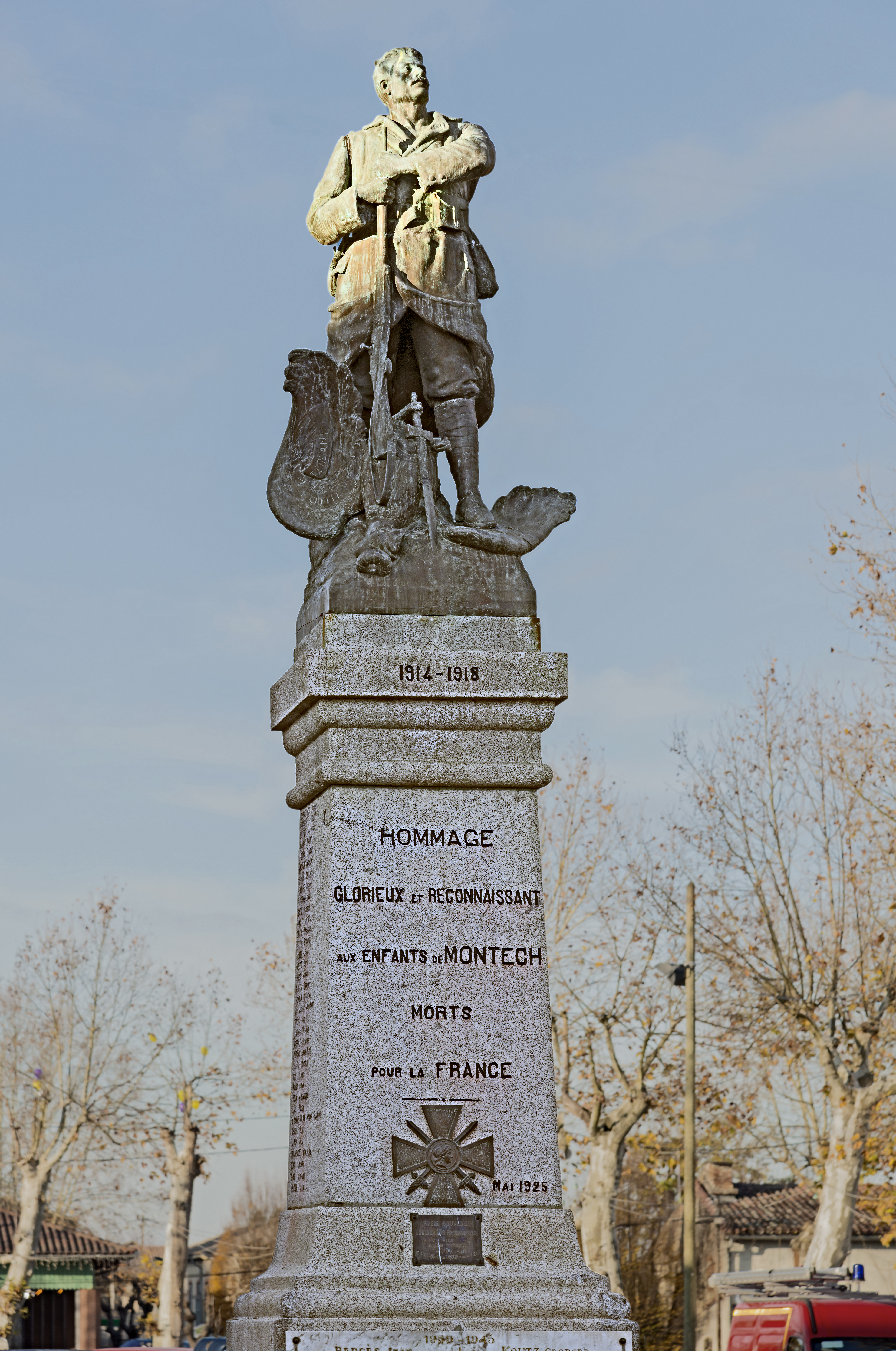
Đài tưởng niệm Chiến tranh
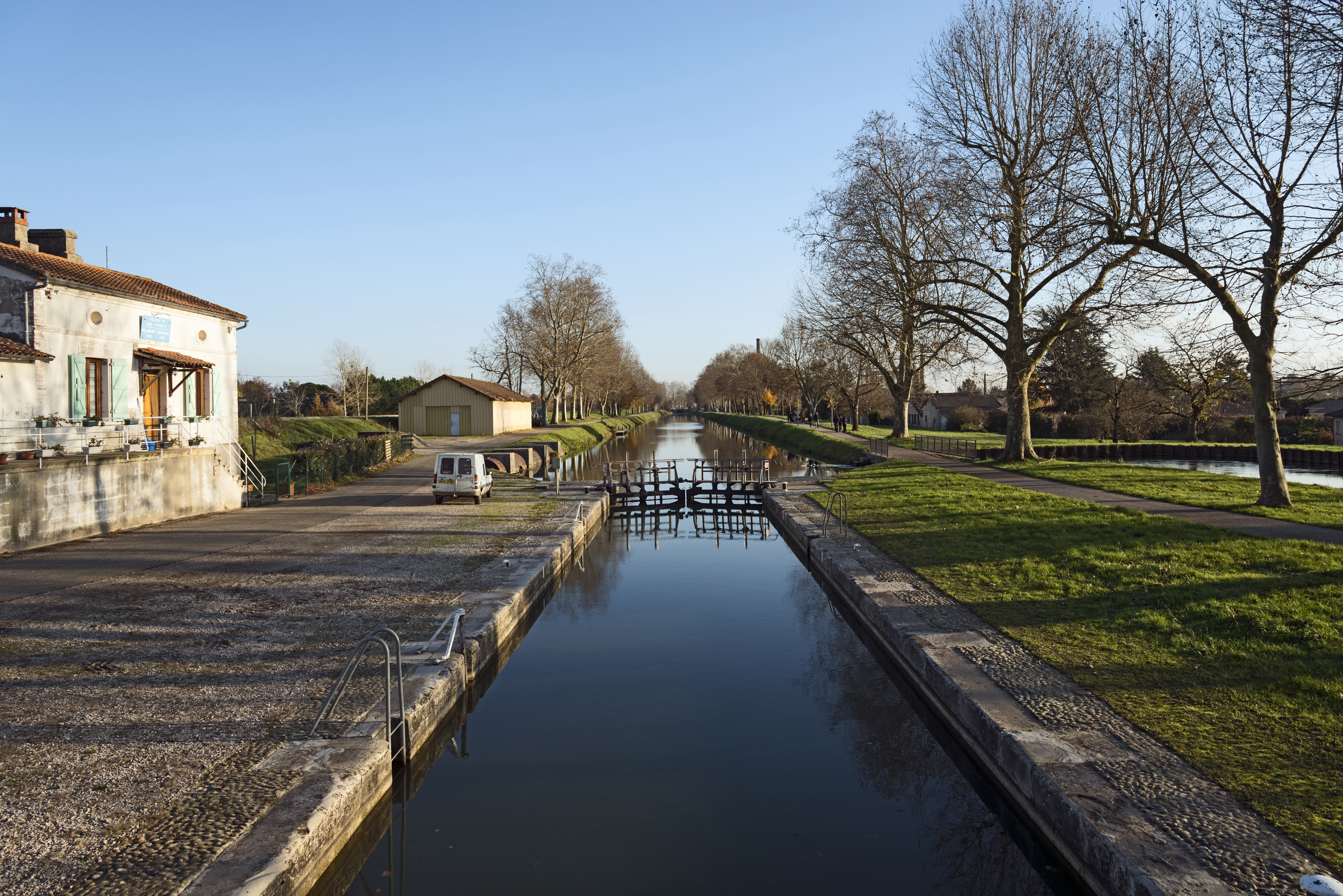
Ổ khóa của kênh Peyrets
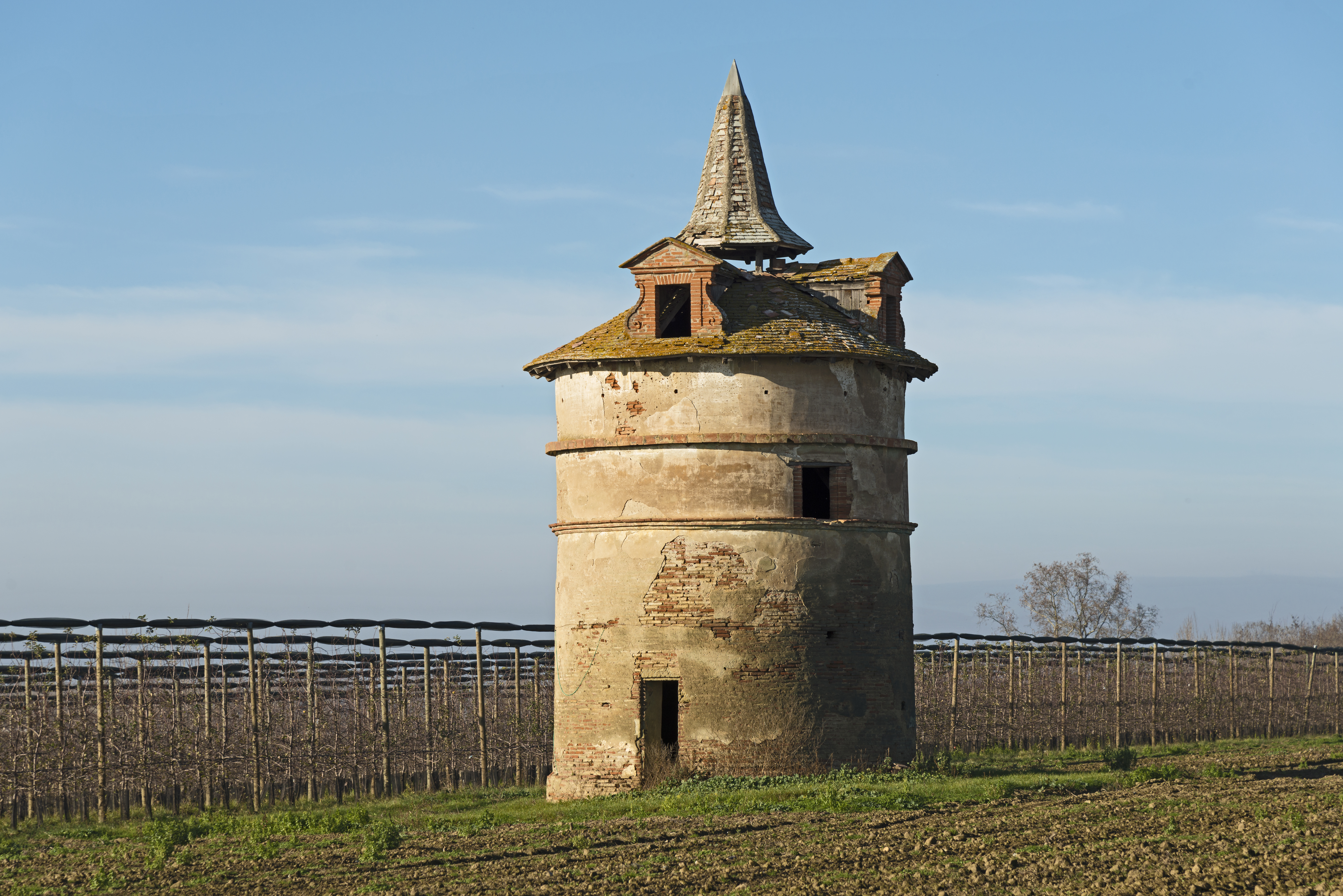
Các lồng nuôi bồ câu của Thánh Cry